# Guerra civil de Bougainville
La guerra civil de Bougainville o Revolución de Bougainville, (1988-1997) fue un conflicto armado entre el gobierno de Papúa Nueva Guinea (PNG) y el movimiento independentista de la isla de Bougainville (la mayor de las Salomón), que terminó por dividirse en varias facciones enfrentadas entre sí (cada una representando un clan). La guerra finalizó por un acuerdo de paz mediado por Australia y el reconocimiento de provincia autónoma por parte del gobierno central. El conflicto suele ser considerado como guerra olvidada ya que es poco conocida, a pesar de su alto coste de vida debido a la represión del gobierno, unas 20 000 vidas (10 % de la población local anterior al conflicto).

## Causas
La isla fue bautizada en honor a su descubridor, Louis Antoine de Bougainville, quién la visitó en 1768. Más de un siglo después pasó a soberanía del Imperio alemán que la perdió en 1914 ante la invasión de fuerzas australianas durante la Primera Guerra Mundial. Seis años después la isla pasó a ser parte de Papúa Nueva Guinea, territorio bajo el mandato australiano.
Durante la Segunda Guerra Mundial las fuerzas niponas ocuparon la isla, siendo importante por su ubicación en la decisiva batalla de Guadalcanal. Tras la guerra volvió al mandato australiano, siendo confirmado el mandato que ya tenían en 1946. El 1 de julio de 1949 se incorporó al territorio australiano de Papúa-Nueva Guinea formado por la antigua colonia británica de Nueva Guinea (transferida a Australia el 1 de septiembre de 1906 con el nombre de Papúa) y la Nueva Guinea ex alemana.
En 1967 el gobierno autorizó la mina de Panguna en propiedad de la empresa CRA, una subsidiaria de Conzinc RioTinto, una gran empresa minera multinacional, que era la dueña del 53 % de la Bougainville Copper Ltd-BCL. Ante la nula ganancia económica y el fuerte impacto ambiental se inició un gran movimiento de rechazo a las operaciones mineras en 1969, que en 1972 se transformaron en movilizaciones generales y protestas masivas obligando a negociaciones entre las autoridades locales, grupos ecologistas e independentistas y las autoridades australianas y empresariales, alcanzando un acuerdo en noviembre de 1974.
El 1 de septiembre de 1975 las autoridades provinciales de la isla Bougainville (incluyendo la isla de Buka) encabezadas por el primer ministro Leo Hannet proclamaron la independencia con el nombre de República de Salomón del Norte. La nueva República adoptó una bandera nacional elegida en un concurso. El 16 de septiembre de 1975 Papúa Nueva Guinea consiguió la independencia, incluyendo formalmente a la República de Salomón del Norte. Fruto de un acuerdo político (1976) la república se disolvió en 1977 y la ley 1/1977 estableció un virtual estado federal (sin darle este nombre), con asambleas provinciales, y con derecho a bandera para todas las provincias. La bandera republicana fue reconocida como bandera provincial de Bougainville-Buka (Provincia de Salomón del Norte).
Sin embargo, los conflictos respecto a las ganancias de la mina con el gobierno central y su impacto sobre el ecosistema y los pobladores locales junto al conflicto sobre los derechos de la propiedad de la mina y tierras cercanas impidieron cerrar el conflicto.

## La guerra

### Primera fase
La ruptura de negociaciones entre el gobierno central y los líderes locales motivó la creación del Ejército Revolucionario de Bougainville (BRA por sus siglas en inglés, Bougainville Revolutionary Army) en 1988. El BRA puso en marcha operaciones de sabotaje y terrorismo, enfrentándose ocasionalmente a las fuerzas del ejército y la policía papúes. Sus operaciones lograron el cierre de la mina de Panguna el 15 de mayo de 1989 tras varios ataques, en particular el robo de armas y explosivos y destrucción de instalaciones de la BCL (Bougainville Copper Limited) el 22 de noviembre anterior. Un mes después del ataque se había declarado el estado de emergencia y el parlamento de PNG retiró el estatus de autónoma a la provincia (23 de diciembre).
El 20 de julio de 1989 el gobierno australiano autorizó a sus ciudadanos a  servir en las fuerzas armadas de PNG, con lo que muchos de ellos sirvieron en la guerra recién iniciada, vendiéndole también a los papúes helicópteros Bell UH-1 Iroquois que se transformaron en la principal arma de ataque del ejército de PNG. Se considera que la contribución de estos soldados extranjeros y de los helicópteros fue esencial, ya que en esos momentos las fuerzas rebeldes encabezadas por Francis Ona estaban a punto de hacerse con el control total de la isla. 
El 11 de enero de 1990 el primer ministro Rabbie Namaliu declaró el inicio de una ofensiva militar con el objetivo de retomar el control de la isla, pero en marzo las fuerzas del gobierno se retiraron de Bougainville. Ante esto el ejército de PNG, con la posible colaboración de Australia, planearon una nueva campaña de reconquista.
El plan consistía en un bloqueo total de la isla, controlando las fuentes de comunicación y enfrentando entre sí a las distintas etnias y clanes mediante la difusión de informaciones falsas. Se esperaba que esto llevara al colapso del BRA en unos pocos meses. El bloqueo se inició en abril de ese año y se mantuvo hasta fines de 1997. La división de los rebeldes fue aumentada por la contribución y financiamiento de grupos armados leales a PNG, llamados Resistance, que fueron utilizados para hacer frente al BRA, el cual había aprovechado la retirada de las fuerzas de PNG para ocupar toda Bougainville y Buka imponiendo para restablecer el orden medidas muy duras, como ejecuciones sumarias de bandidos, lo que aumentó las desconfianzas y conflictos entre los distintos clanes.
El BRA formó un gobierno interino el 17 de mayo, apodado BIG o Bougainville Interim Government que proclama la independencia de la provincia con el nombre nativo de República de Megamui.

### Segunda fase
En el período entre mediados de 1990 y finales de 1994, las tropas de PNG inician la reconquista de las ciudades costeras y las llanuras mientras el gobierno de Australia intentaba aislar el conflicto considerándolo un problema interno de PNG e impidiendo la difusión de noticias sobre las atrocidades cometidas por PNG. Pero la defensora de los derechos humanos Rosemarie Gillespie burló el bloqueo, llevando medicamentos a los isleños y trayendo noticias sobre la guerra al resto del mundo.
El 15 de agosto de 1994 el PNG lanza una ofensiva para reconquistar la mina de cobre de Panguna. Aunque el primer ministro de PNG, Paias Wingti, anuncia la victoria y el próximo final de la guerra, la ofensiva termina en un desastre: los soldados papúes quedan atrapados en la mina y su comandante es muerto mientras intentaba la evacuación aérea (25 de agosto). La derrota lleva a la caída del gobierno de Wingti y el nombramiento de Julius Chan en su reemplazo. Chan vuela a Honiara, donde pide al comandante del BRA, Sam Kauona, un alto el fuego inmediato para salvar a sus fuerzas atrapadas en Panguna. Kauona acepta pese a la oposición de sus subordinados y Chan promete nuevas negociaciones «como iguales».
El alto el fuego se cancela el 20 de septiembre debido al incumplimiento de sus promesas por el gobierno de Chan. El gobierno australiano realiza una conferencia de paz en Arawa, pero tanto el gobierno de PNG y el BIG-BRA se niegan a participar alegando el incumplimiento de promesas de Chan: el ejército del gobierno había prometido retirarse a sus bases durante el alto el fuego acordado en Honiara, pero no lo cumplió. Cuando el comandante del BRA Ishmael Toroama habló en la conferencia, fue asesinado por soldados papúes y la conferencia terminó sin ningún logro.

### Tercera fase
En abril de 1995 Australia y PNG establecen un gobierno interino para la provincia, el BTG (Bougainville Transitional Government, Gobierno de transición de Bougainville) al mando del exoficial del BIG Theodore Miriung, en Buka. Entre septiembre y diciembre una serie de conferencias de paz tienen lugar en Cairns (Queensland) entre los miembros del BIG, BRA y BTG. Pero el 3 de enero siguiente la delegación del BIG es emboscada por tropas de PNG, el BIG acusa a Chan de ser responsable del ataque pero este culpa a la delegación por no pasar por aduanas cuando volvieron a Bougainville.
Ese mes los soldados papúes y sus aliados locales cometen varias masacres en el sur de la isla que son ocultadas por el gobierno y los medios de comunicación australianos. El 1 de febrero la casa de Martin Miriori (ministro de relaciones exteriores del BIG) es bombardeada en Honiara con bombas incendiarias, y Miriori logra escapar con su familia. Como respuesta al ataque el BRA lanza su exitosa "campaña del norte" al mando de Ishmael Toroama, amenazando el control de PNG de Buka.

### Cuarta fase
Tras las elecciones del 2 de marzo los conservadores derrotan a los laboristas en Australia y la política respecto a la guerra en Bougainville cambia, reconociéndose la imposibilidad de ganarla. El 23 del mismo mes los papúes lanzan una ofensiva llamada Operación Alta Velocidad II con el objetivo de terminar cuanto antes la guerra. Entre junio y julio la ofensiva es derrotada en el centro y sur de la isla. El BRA captura Korimia y captura un gran arsenal, su contraofensiva pone en una delicada situación a las tropas de PNG.

## Consecuencias
El 12 de octubre el primer ministro del BIG, Theodore Miriung, es asesinado por soldados de PNG. El 24 de febrero de 1997 se revela que Chan contrató mercenarios británicos para entrenar sus tropas o como asesores militares, lo que lleva inmediatamente a protestas en Reino Unido, Australia y Nueva Zelanda en su contra. Al día siguiente Amnistía Internacional pública un informe de las masacres y desapariciones de civiles llevadas a cabo por soldados papúes con apoyo de su gobierno. Esto lleva a que el 17 de marzo el general de brigada Jerry Singirok (comandante en el desastre de Panguna) le recomendara a Chan su renuncia, pero este de inmediato lo despide: entonces miles de personas protestan por la restitución de Singirok en su cargo a las afueras del cuartel general de Port Moresby, además el primer ministro cuenta cada vez con menor apoyo del ejército, leal al general. Ese mes se suceden varias protestas entre afines al gobierno y grupos en contra de Chan (entre ellos grupos de izquierda, pacifistas, ecologistas y demás) y sus prácticas bélicas, la represión de la policía y saqueos de tiendas se hacen cada día más frecuentes.
El 26 de marzo Chan renuncia entre cada vez más numerosas acusaciones de corrupción, y el general Singirok y su asistente, el mayor Walter Enuma, logran un alto el fuego con el BRA, mientras que sus propias tropas están en total incapacidad de llevar a cabo ofensivas. Chan, sin embargo, conserva gran influencia: ordenando reprimir varias protestas, recupera su cargo en junio y nombra a Leo Nuia, apodado "el Carnicero de Bougainville," comandante general del ejército en un intento de acabar con cualquier oposición dentro de las fuerzas armadas. En las elecciones del 1 de junio Chan es derrotado y Enuma, junto a grupos opositores de izquierda y oficiales afines, pone en arresto domiciliario a Nuia aunque será liberado como parte de negociaciones. Mientras tanto, el BRA se apodera sigilosamente del norte de la isla y de Buka.
En agosto de ese año Nueva Zelanda y Australia organizan una nueva conferencia de paz, que termina el 23 de enero de 1998 con una declaración de paz entre el BRA y PNG. Se llegó a una tregua que llevó a un acuerdo de paz en 2001, avalado por Australia, y un estatuto de autonomía provisional el 27 de marzo del 2002. Tras tres años de negociaciones, se celebraron elecciones y se estableció un definitivo estatuto de amplia autonomía para la isla, que entró en vigor el 15 de junio del 2005, con derecho a la autodeterminación al cabo de entre diez y quince años.
Tras la firma del acuerdo de paz en 1998 la violencia ha disminuido, aunque exmiembros del BRA, incluyendo a Francis Ona, su antiguo líder, se han negado a desmovilizarse y tomar parte en el proceso de paz. Ona fue nombrado por sus seguidores rey de Megamui en 2004, pero falleció al año siguiente. Además para asegurar la paz Australia, Nueva Zelanda, Islas Salomón y Fiyi forman un cuerpo de paz y de supervisar la situación, la llamada operación Bel Isi (Paz) que se encarga del seguimiento de la situación desde 1998 hasta su retirada en 2003.